# 宮光園

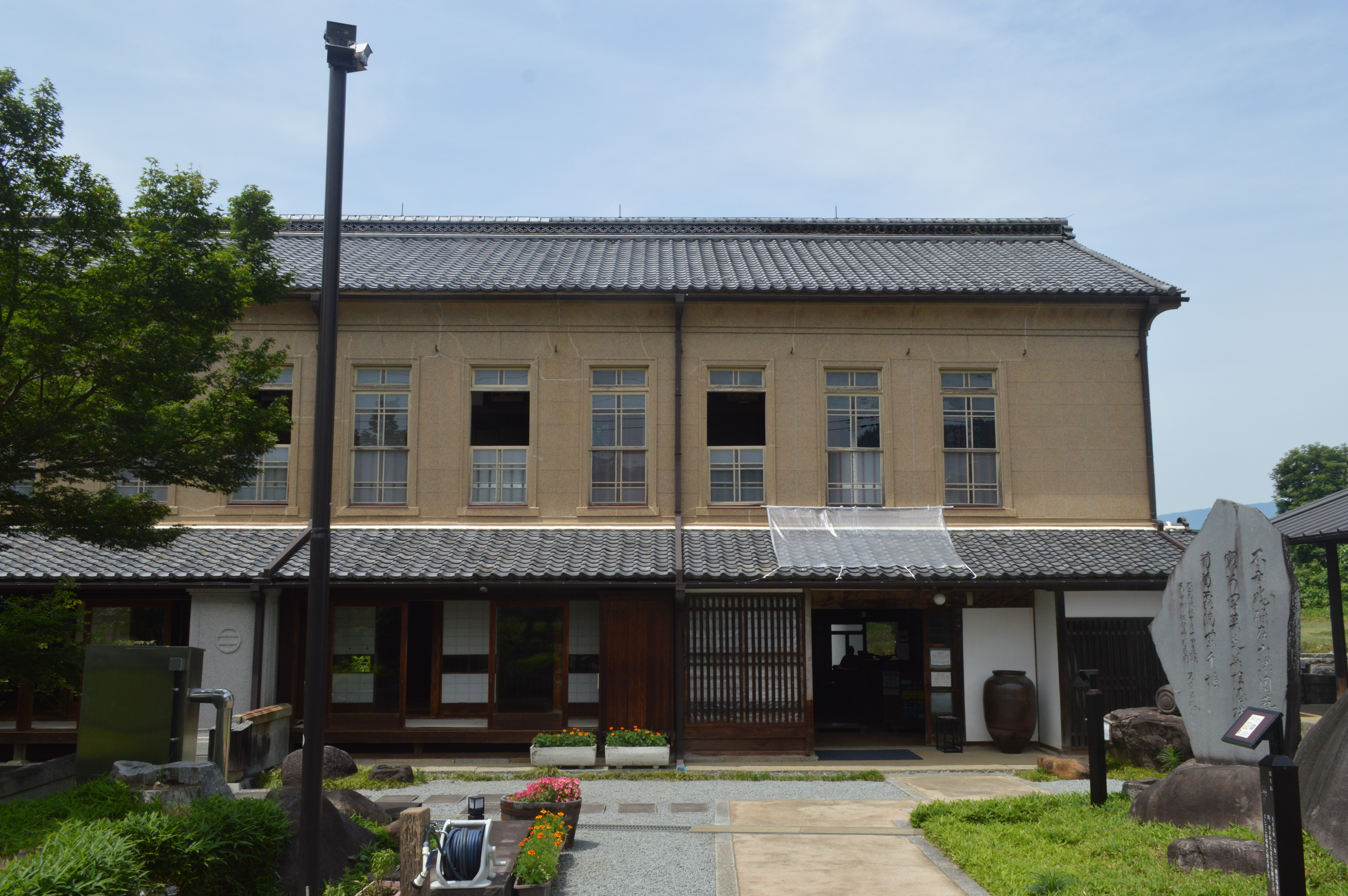
宮光園主家

宮光園（みやこうえん）は、山梨県甲州市勝沼町下岩崎1741番地にあるワイナリーと観光葡萄園の総称。
勝沼町や日本のワイン産業を確立した宮崎光太郎（1863年 - 1947年）の自宅であり、ブドウを栽培する葡萄園、ワインを醸造するワイナリーの諸施設を含む。「宮崎光太郎のブドウ園」という意味である。経済産業省による近代化産業遺産「甲州市のワイン醸造関連遺産」の構成資産。
所在する甲州市勝沼町は甲府盆地東部に位置する。一帯は農村、養蚕地帯であったが、江戸時代後期には一部の地域で商品作物としての甲州葡萄の栽培が行われていた。近代・昭和戦後期には中央線が開通し、葡萄栽培、ワイン醸造業が本格化し、観光においても活用されている。

## 歴史

### 大日本山梨葡萄酒会社

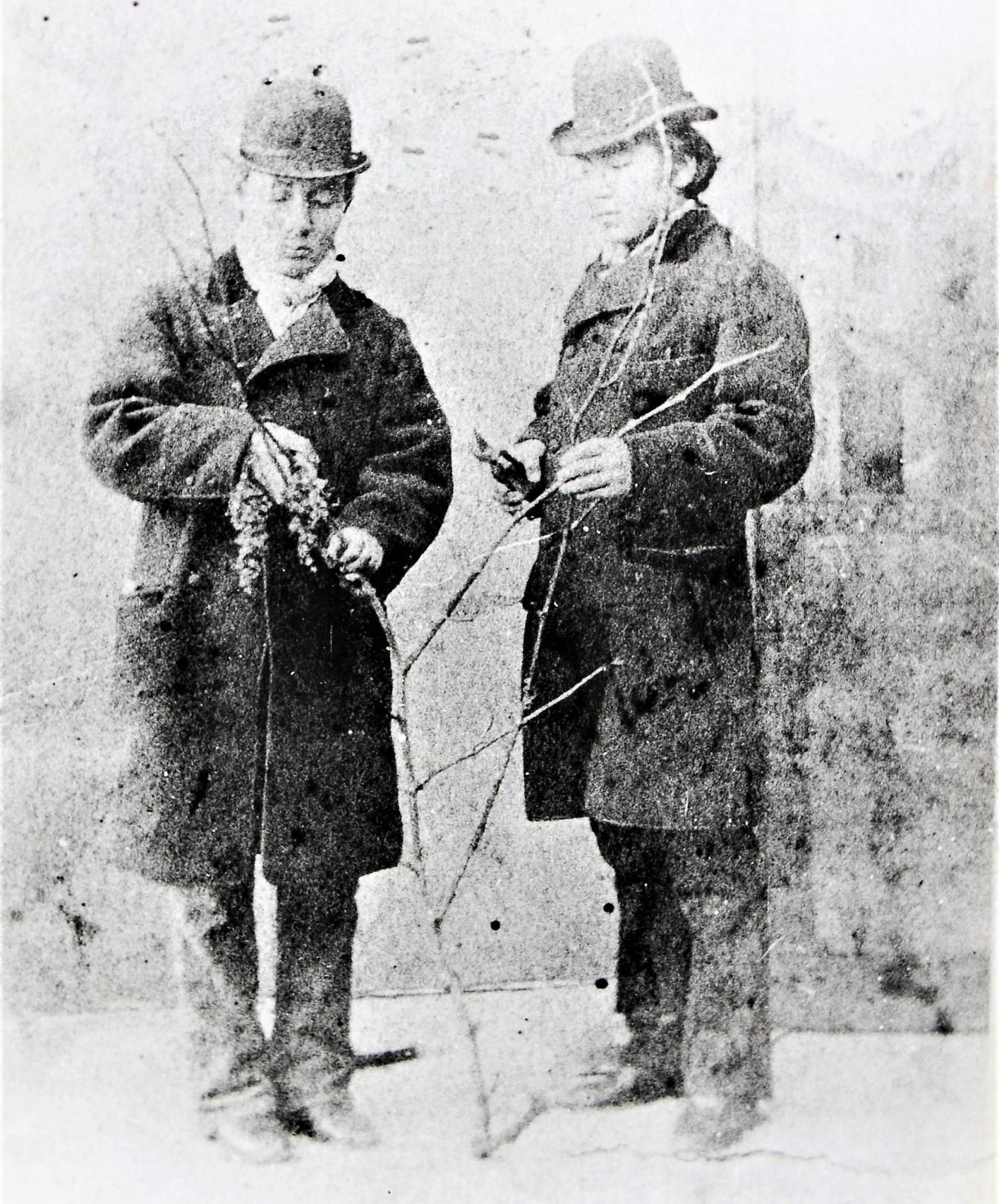
勝沼からフランスに留学した高野正誠と土屋龍憲

近代には明治政府の殖産興業政策を受けて、山梨県政においても製糸業など殖産興業政策が実施された。明治初期に県政を主導した山梨県令・藤村紫朗の指導によって、1877年（明治10年）には大日本山梨葡萄酒会社が設立され、土屋龍憲（助次郎）と高野正誠がフランスに留学した。
宮光園では2人が帰国した1879年（明治12年）にワイン造りを開始した。現在、龍憲セラーの横にある土地がその場所で、元は日本酒の酒蔵だったという。
しかし、さまざまな問題によりワイン造りは軌道に乗らず、1886年（明治19年）に大日本山梨葡萄酒会社は解散した。

### 甲斐産商店と中央線
土屋龍憲と宮崎光太郎は、解散した会社の醸造器具を譲り受け、醸造を継続した。最初は土屋龍憲が醸造、宮崎光太郎が販売を担当する。1888年（明治21年）、東京日本橋（東京都中央区）に甲斐産商店を開く。
1890年（明治23年）、宮崎は土屋龍憲と別れて、独自に醸造も行うようになる。1892年（明治25年）、宮崎は自宅の敷地に第一醸造所を建設。1903年（明治36年）に中央線が甲府市の甲府駅まで開通して、東京まで大量に出荷できるようになったため、1904年（明治37年）、第二醸造所を建設する。鉄道開通までは、甲州街道を荷駄により笹子峠を越えて陸送するか、鉄道開通まで山梨県物流の中心であった富士川舟運により輸送するかという、江戸時代以来の方法で東京へ出荷していた。量も限られるし日数もかかる。鉄道なら半日で大量に運べる。鉄道は、勝沼のワインだけでなく生ブドウにも革命的な変化をもたらした。

### 甲斐産商店から大黒葡萄酒へ

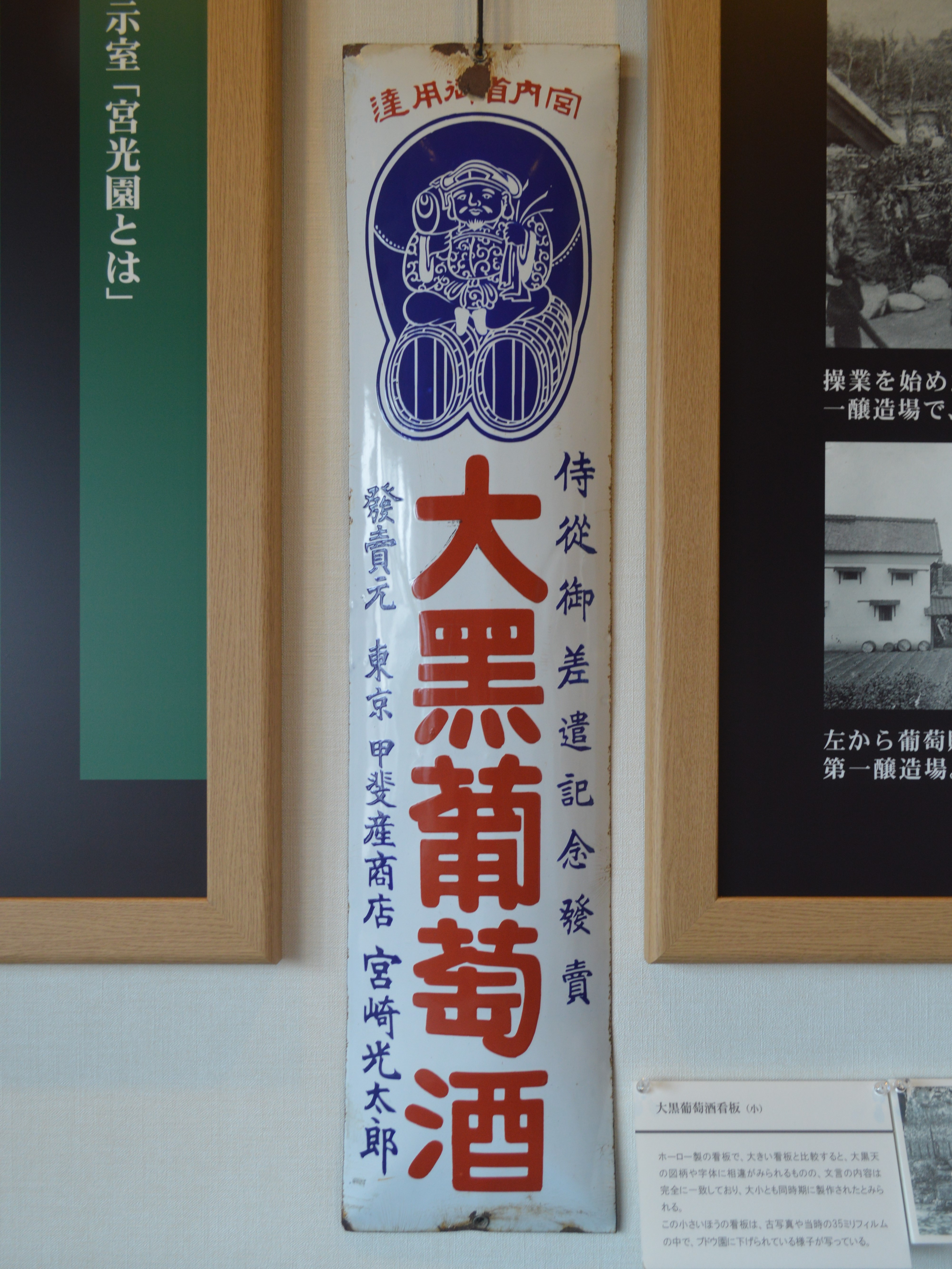
大黒葡萄酒の看板

客がブドウ園を訪れ、ブドウを食べ、ワインを飲み、工場見学もする、という観光ブドウ園というものを、宮崎光太郎がはじめた。宮光園は日本初の観光ブドウ園といわれる。さらに、温泉に泊まって翌日は昇仙峡（甲府市）を見て帰るというパックツアーも考えたといわれる。このように、ワイン造りを観光と組み合わせたワイン産業として発展させたのが宮崎光太郎と評される。
1919年（大正8年）までには、東京・下落合（東京都新宿区下落合）に瓶詰め工場を設置。1923年（大正12年）、関東大震災で日本橋の営業所が焼けたため、営業所も下落合に移転する。1926年（大正15年）までには自宅も下落合に移す。
1931年（昭和9年）、社名を甲斐産商店から大黒葡萄酒へ変更する。それまでは、大黒葡萄酒はブランド名だった。

### 戦争とワイン

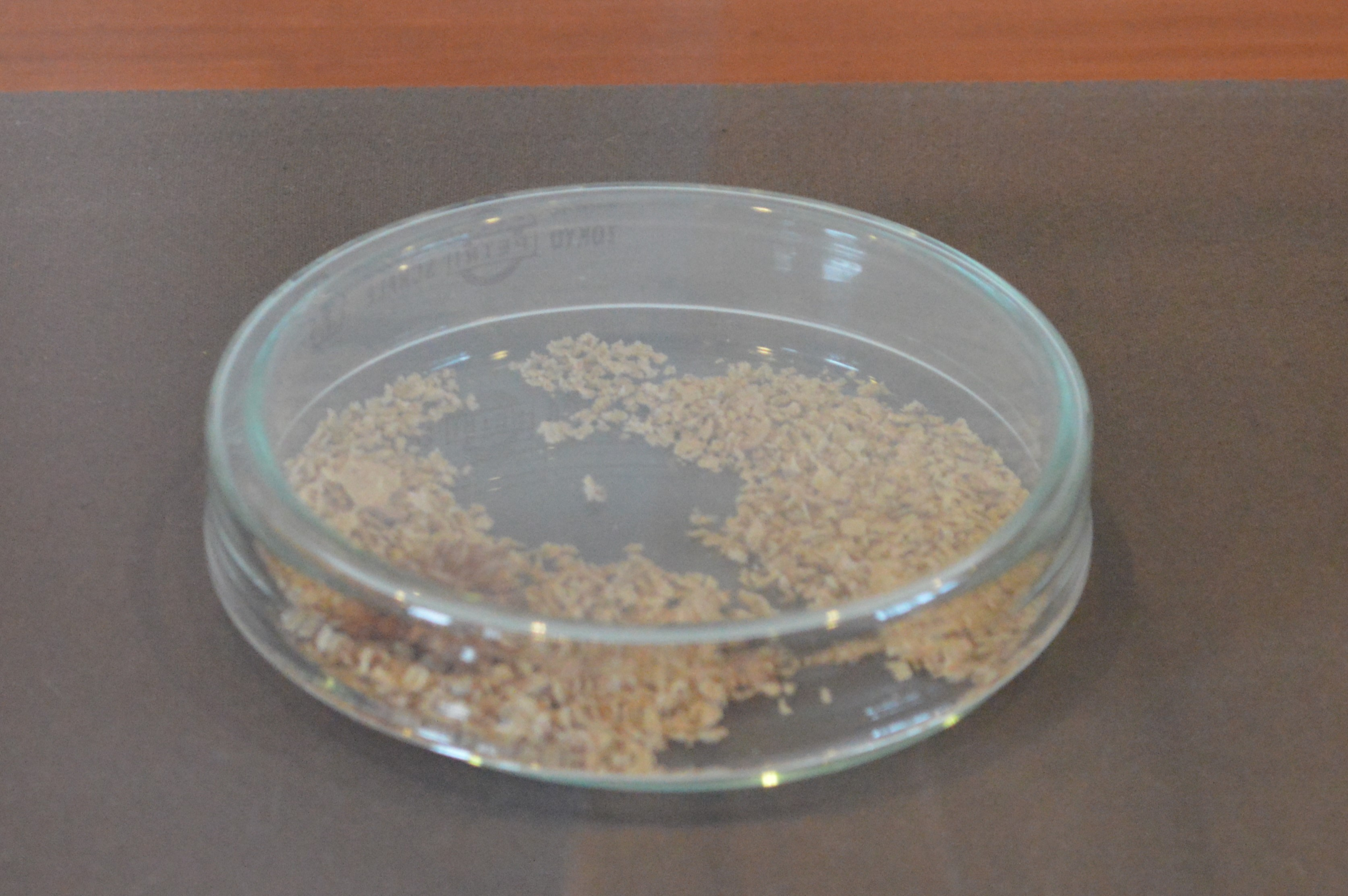
酒石酸

戦時において国産ワインは売れた。日清・日露戦争では、軍が薬用としてワインを購入したし、第一次世界大戦では、ヨーロッパが戦場だったためにヨーロッパ産ワインの輸入ができず、しかも日本は空前の好景気。
日中戦争から第二次世界大戦は、日本のワイン造りに大きな影を落とした。1939年（昭和14年）、酒税法の改定。それまで無税だったワインにも翌年から課税されることになる。徴税の効率化のため、醸造所の統合が強制される。ブドウの出荷もワインの醸造も完全に統制され、効率第一、品質無視。「ワイン冬の時代」に突入する。
さらに、ワインに含まれる酒石酸がソナー（音波探信儀）の材料になった。日本軍によって酒石酸が要求され、（飲むためではなく）酒石酸を採るためにワインを造る時代になった。
軍事目的で葡萄酒に石灰を加え煮沸し、結晶化させ酒石酸を採るためにワインを生産することが奨励された。勝沼でも1944年（昭和19年）に日本連抽株式会社（酒石酸を連続抽出する会社）が設立され、現在のメルシャン工場に所在した。同じ年に、宮崎第一醸造所が解体されたと考えられている。
建前としては、ワインに含まれる酒石酸の半分を採れば足りることになっていたが、実際はそうではなかった。ブドウの生食は禁止（食べたら酒石酸が採れないので全部ワインにする）。ワインに溶けている酒石酸を採るだけでなく、樽にこびりついた酒石は樽をばらしてかき取る、ワインの搾りかすからも抽出する、葉っぱや茎からも抽出する、ヤマブドウも採ってくる、という徹底ぶり。
実際に酒石酸の一斉採取が行われたのは一度だけで、酒酸石を採取した廃液は葡萄酒として販売され、国産葡萄酒に対する評価・信頼を失墜させたことが指摘される。軍に納入するワインは酒石酸を採らない優良なワインであり、航空機搭乗員用に航空糧食として支給したという。
このような時代を経て、ブドウ畑は保護された。「ブドウは兵器だ」のスローガンの下、酒石酸の生産が行われた。ワイン醸造に必要な砂糖も特別に配給された。
戦局が悪化して本土空襲が行われるようになると、ロッシェル塩生産の拠点である甲府のサドヤ酒造までも空襲を受けた。

### オーシャンからメルシャンへ

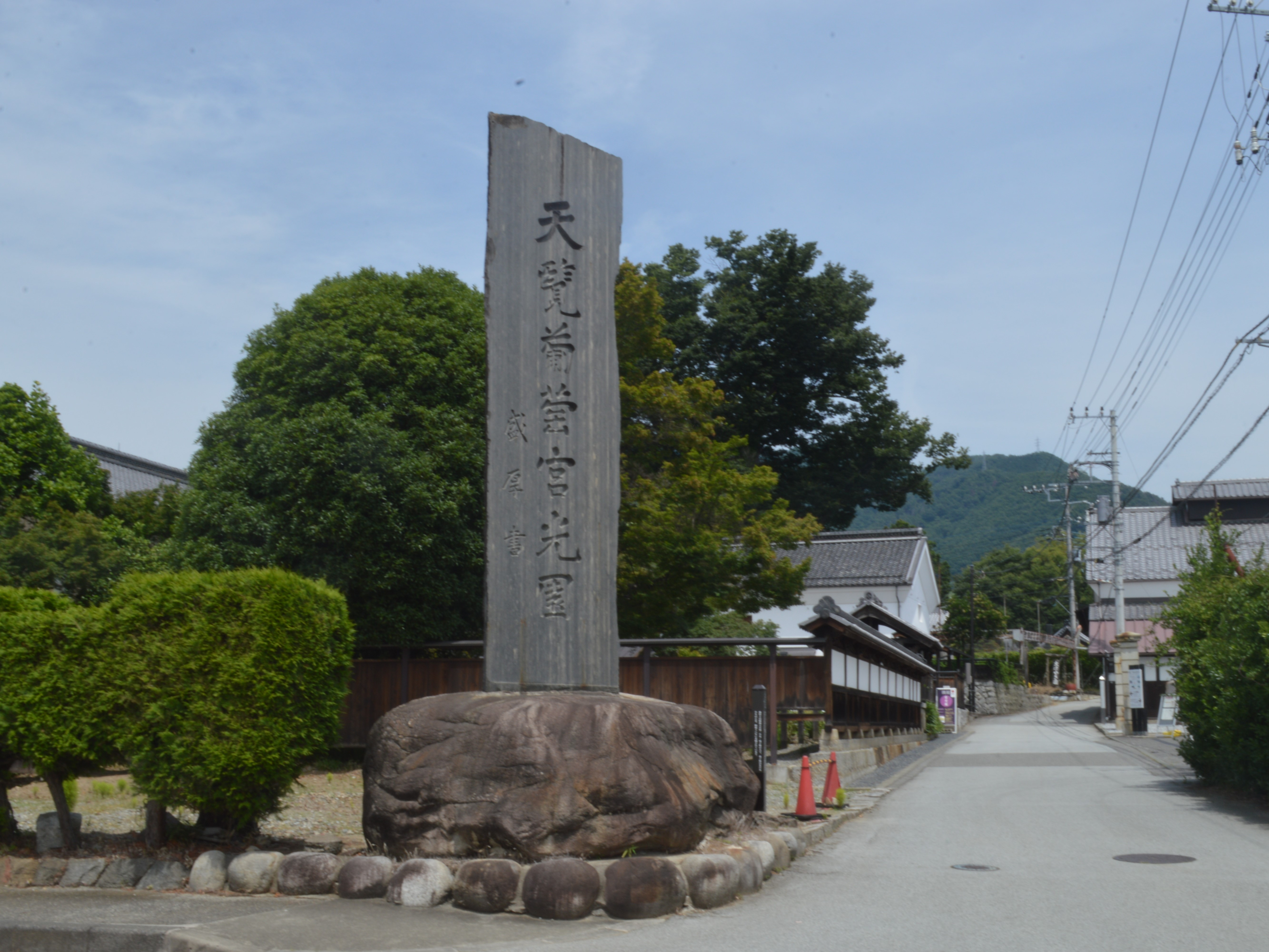
石碑「天覧葡萄宮光園」

1947年（昭和22年）には昭和天皇が宮光園に行幸し、これを受けて石碑「天覧葡萄宮光園」が建立された。戦後、日本連抽株式会社は日清醸造 となり、1949年（昭和24年）に「メルシャン」ブランドのワインを発売する。1961年（昭和36年）、日清醸造は三楽と合併。同じ年、大黒葡萄酒はオーシャン株式会社に社名変更。1962年（昭和37年）、三楽とオーシャンが合併して三楽オーシャン株式会社となる。この会社が、現在のメルシャン株式会社となる。つまり、日清醸造、三楽、オーシャン（大黒葡萄酒）の3社が合併してメルシャンとなった。

### 主屋の修復

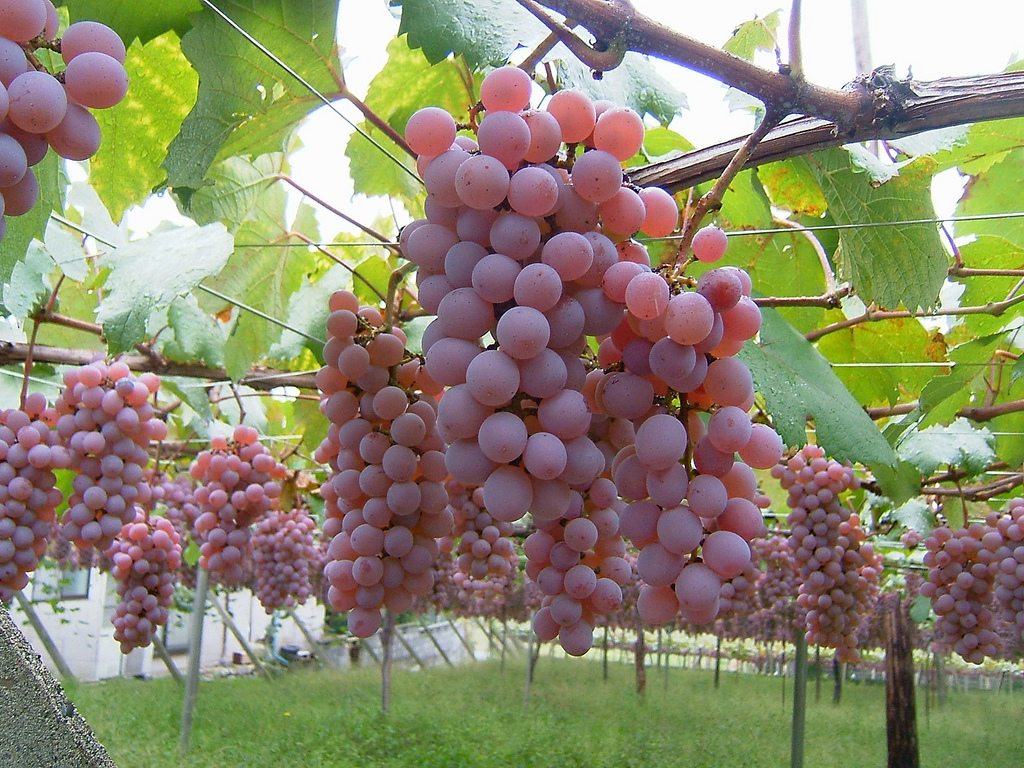
現在の勝沼のぶどう栽培

2009年（平成21年）2月には主屋の保存修理工事に着工し、2010年（平成22年）9月に竣工した。施工は熊谷組と甲州市に本社を置く伝匠舎の共同企業体。
主屋の修復は、建物全体をジャッキで持ち上げて基礎から修復した（地下の石室もこのとき発見された）。（腐食・破損したもの以外）使える材料は全部使うという方針で修復した。木材は色が黒っぽいものは当時のもの、白っぽいものは新しいもの。窓ガラスは、景色がゆがんで見えるものが当時のもの、ゆがまないのが新しいもの。瓦は、全部で2万枚発見されたが、1枚ずつたたいて使えるかどうか確認した。結霜（けっそう）ガラス は、現在は日本では作っていないので、日本中のガラス会社を探してやっと見つけたという。

### 現在の宮光園
2011年（平成23年）3月26日には主屋の公開が開始された。主屋2階の展示室では、勝沼のワイン産業や宮光園の歴史、宮崎光太郎の事跡などを知ることができる。

## 建物
南門（正門）を入ると、主屋がある。公開されているのは正門から主屋までと庭だけである。現存する建物・遺構として、
- 主屋
- 南門（正門）
- 写真館跡（正門の横に枠だけが残る）
- 白蔵（正門から主屋を見て右側の蔵）
- 道具蔵・文書蔵（主屋の奥）
- ブランデー蒸留用の煙突
- ワイン貯蔵庫
- 第一醸造所跡（現存せず痕跡だけ）

がある。
道を隔てて、メルシャンのワインギャラリー、ワイン資料館、見本ブドウ園があるが、これらも宮光園の一部だった。ワイン資料館は、1904年（明治37年）に宮崎第二醸造所として建設された。

### 主屋
- 宮崎光太郎の自宅。最初は純然たる日本建築で、2階は養蚕用の部屋だったが、1928年（昭和3年）に2階を洋風に改築している[17]。そのときに屋根も高くしている。2階の展示室に行くと、柱を継ぎ足している様子が見える。
- 2階は、洋風化後も、柱も壁もない大広間だった。現在は展示室を作るためと補強のために仕切りを入れている。公開直前の2011年（平成23年）3月11日の東日本大震災による被害はなかった。
- 1階には、奥座敷、土間、皇族用便所、来賓用風呂場、居室などがある。居室の地下には石室がある。なんのための石室か、現在では謎である。また、2008年（平成20年）には1922年（大正11年）から1927年（昭和2年）のワイン造りを記録した映像資料『宮光園映像資料』が発見された。原本は甲州市教育委員会所蔵。デジタル修復して13分に編集したものを1階で見ることができる[注 15]。これは当時の醸造主がワイン産業振興のため東京の映画会社に依頼した35mmフィルムで、宣伝用であった。内容はぶどうの収穫、馬や天秤棒を利用した運搬作業、計量、破砕、発酵から圧搾、熟成、びん詰に至るワインの醸造工程のほか、視察団体の歓迎式、勝沼の風景、昇仙峡、学生の運動会、東京都新宿区下落合の瓶詰め工場など、今では失われた風景の貴重な記録となっている。

### 主屋前
主屋の前には、大きな角の丸い三角形の石がある。見ようによっては富士山のようにも見える。白蔵の建設中に土中から出た石で、形がいいので置いてある。その隣には、石の大黒像がある（米俵ではなくワイン樽に乗っている）。大黒葡萄酒というブランドでワインを売っていたので、イメージキャラクタは大黒様だった。

### 白蔵
白ワインを作っていたから白蔵という。地下はワイン貯蔵庫になっている。ちなみに「赤蔵」という建物はない（赤ワインは造っていた）。

### レンガ煙突
ブランデーを蒸留するための煙突。明治時代、レンガは最先端技術。もともとは鉄道トンネル（大日影トンネル、深沢トンネル）の建設で大量のレンガが必要となったため、牛奥にレンガ工場を建設した。そのレンガを利用して建設したものがいくつか現存している（龍憲セラー、旧田中銀行の蔵など）が、この煙突もその1つ。

### ワイン貯蔵庫
主屋の奥に、屋根だけ見える地下貯蔵庫。いますぐでも使えそうなほど状態はいいが、2012年7月時点では未公開。

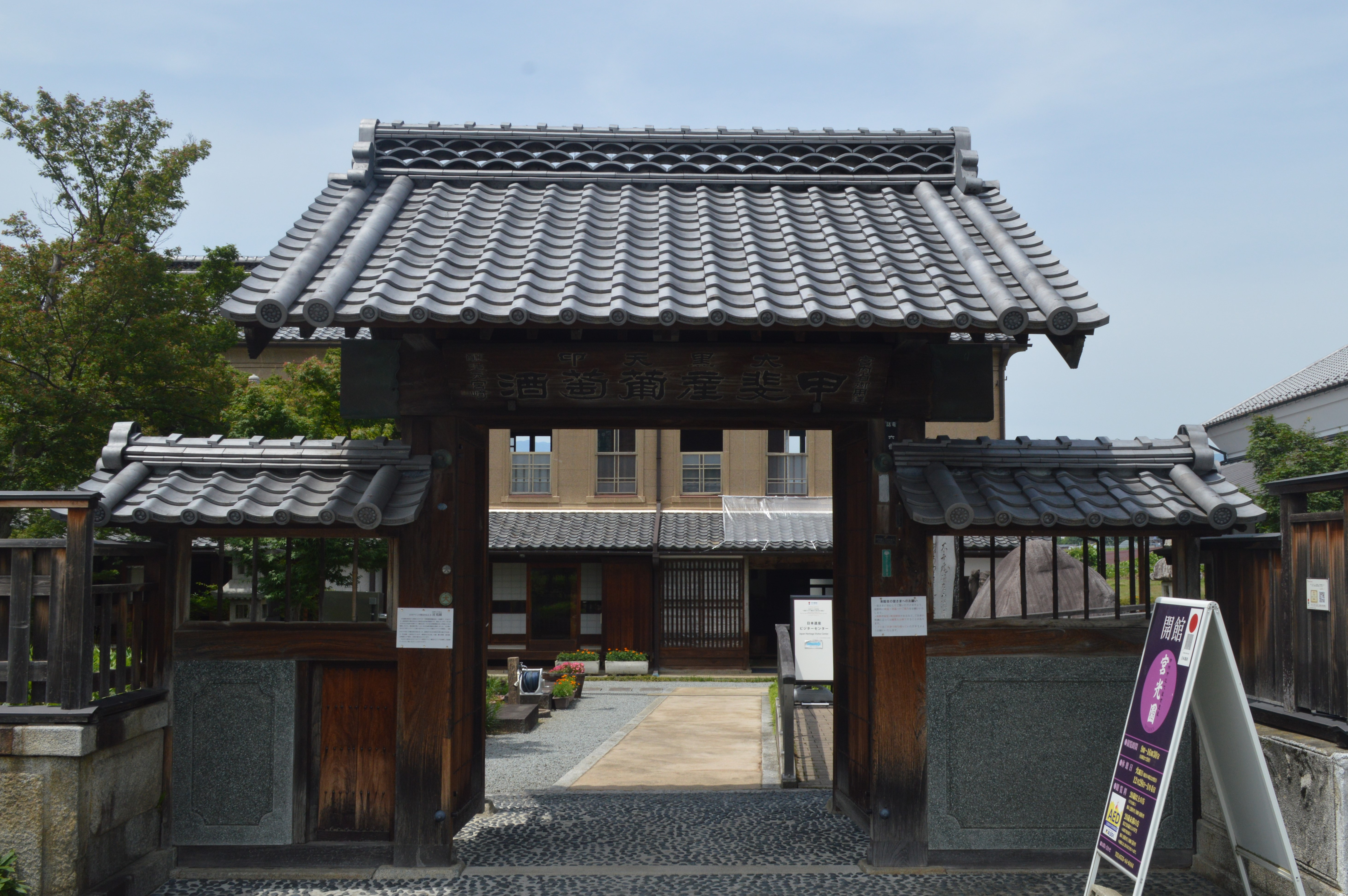
南門
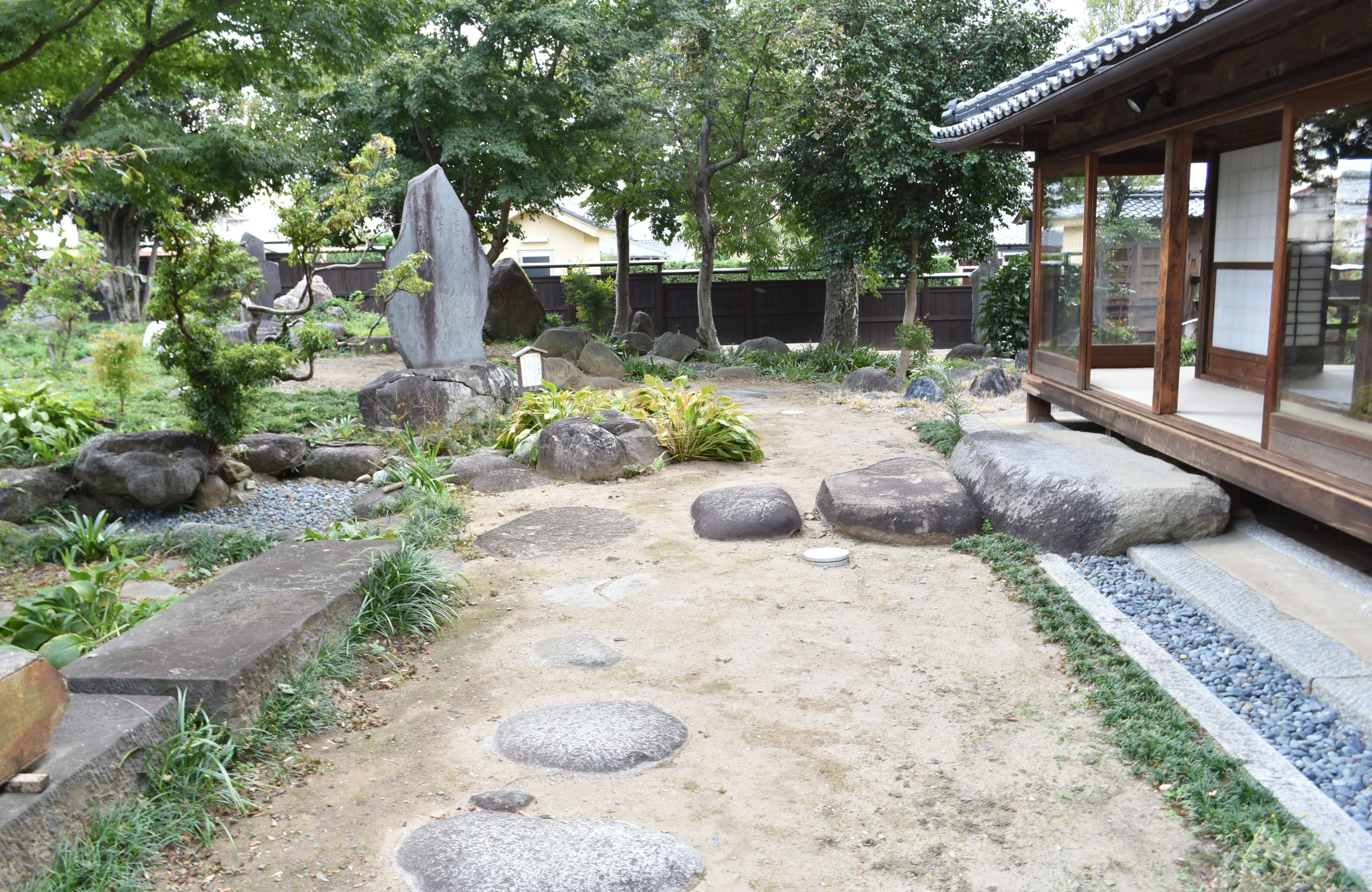
庭
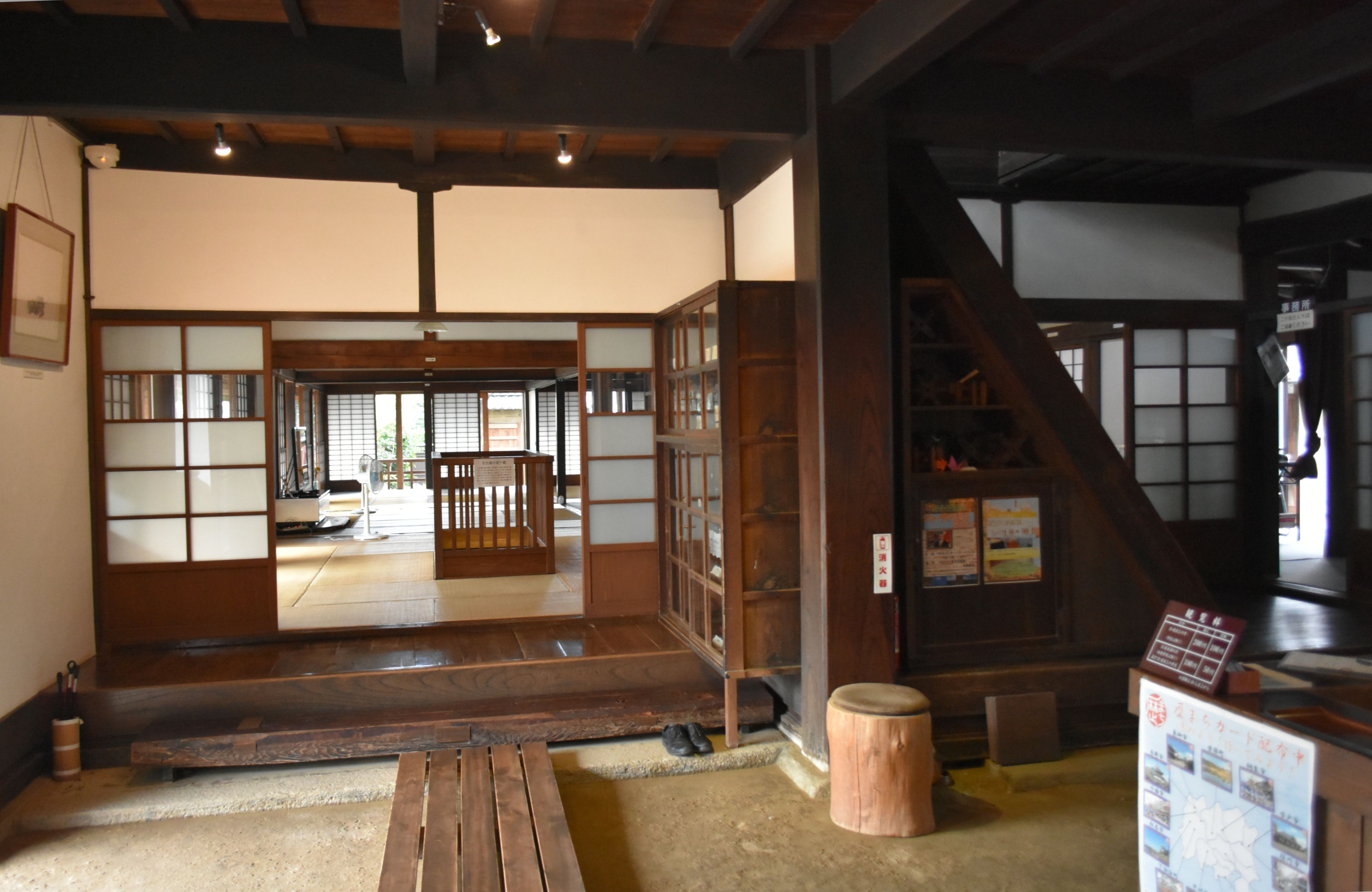
土間
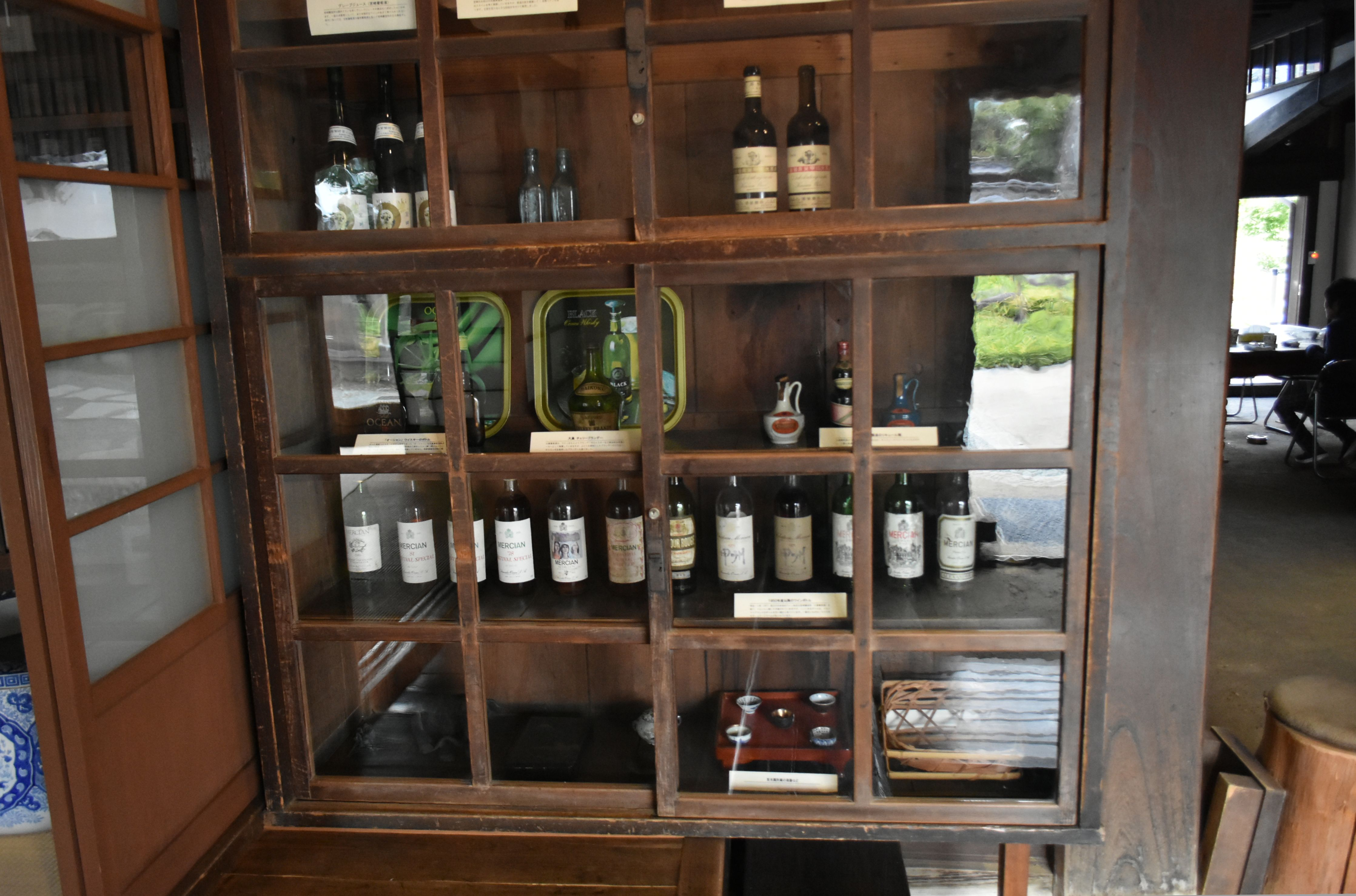
2階廊下
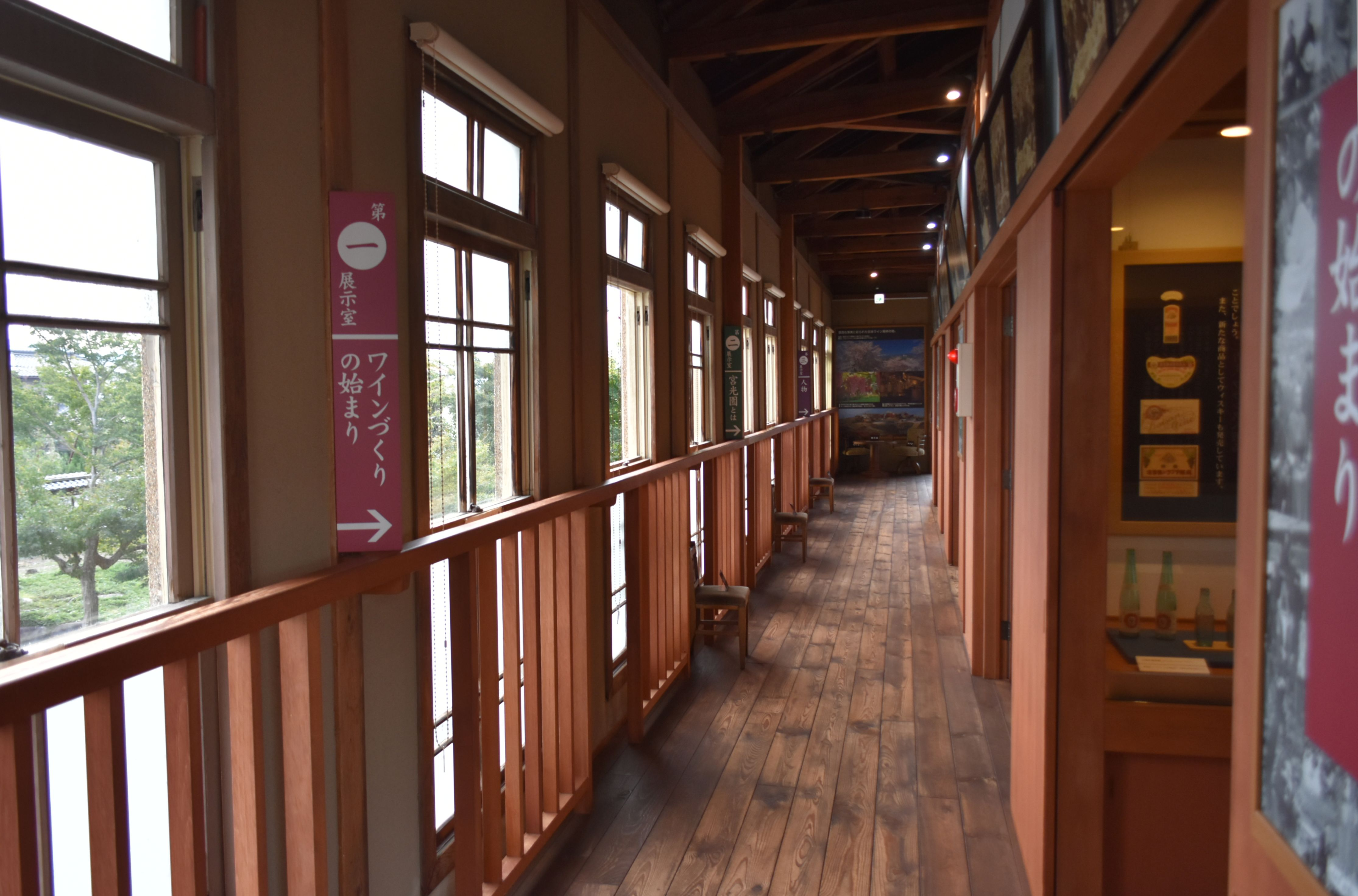
2階展示室
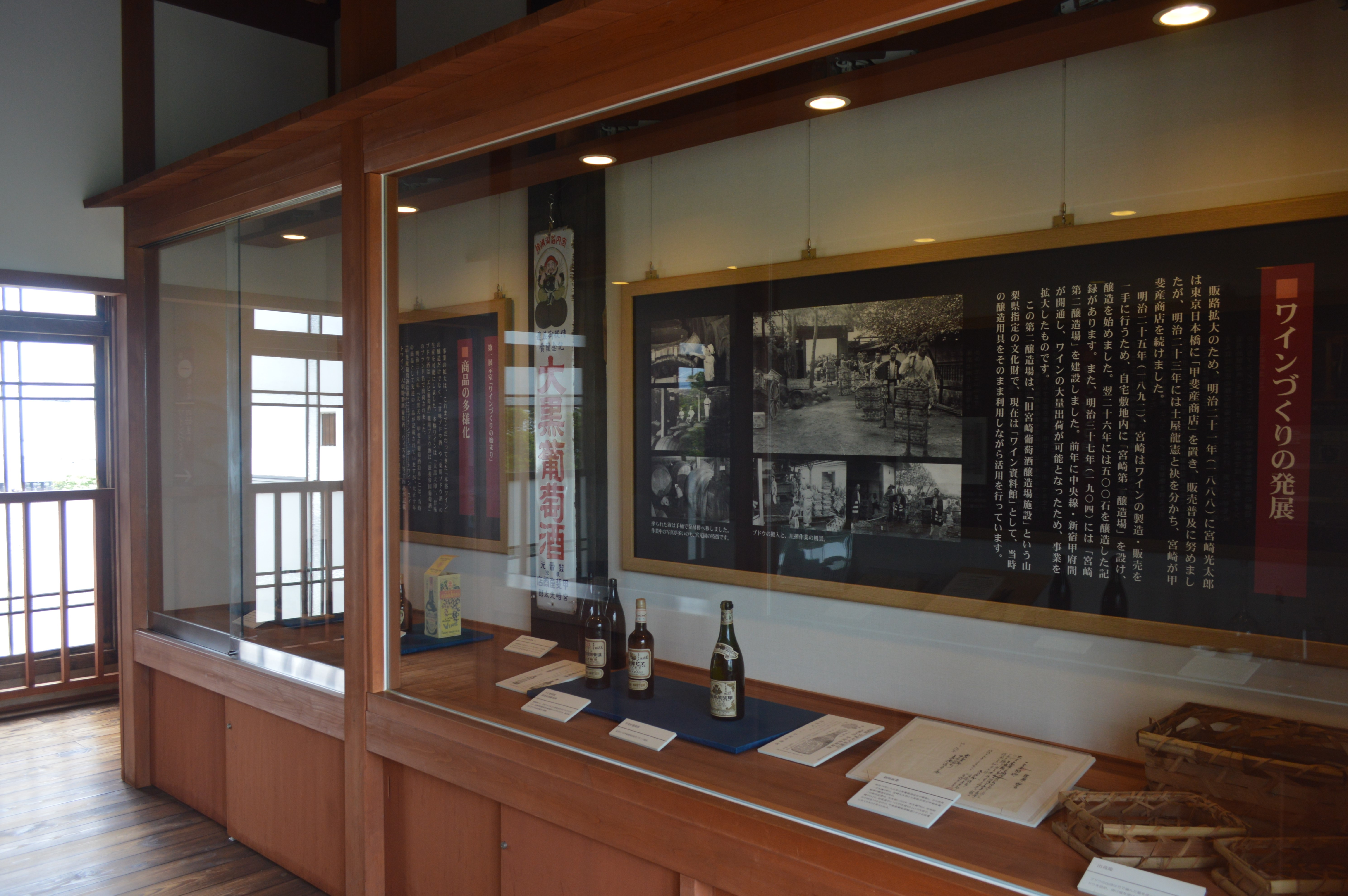
2階展示室
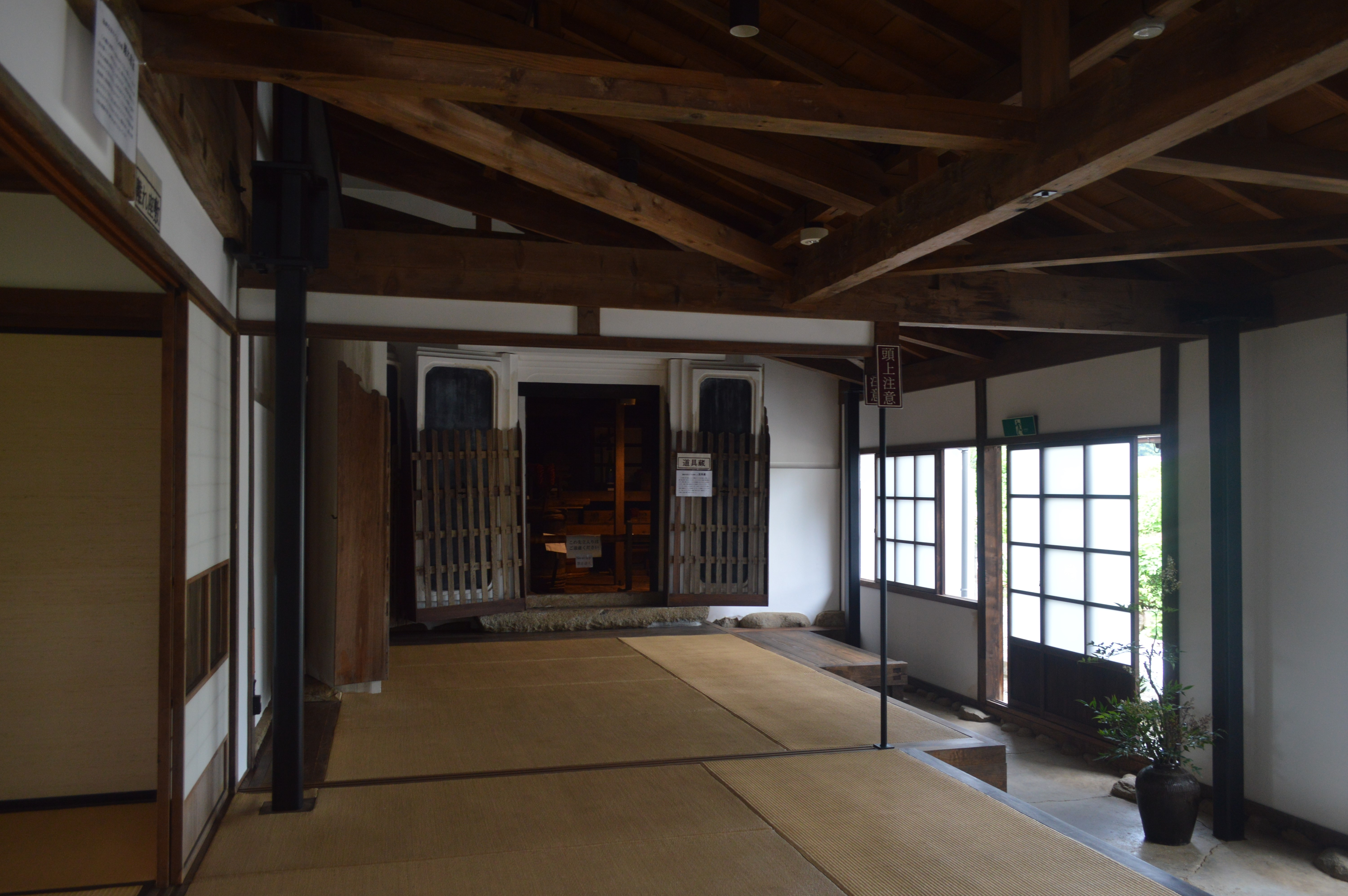
離れ座敷
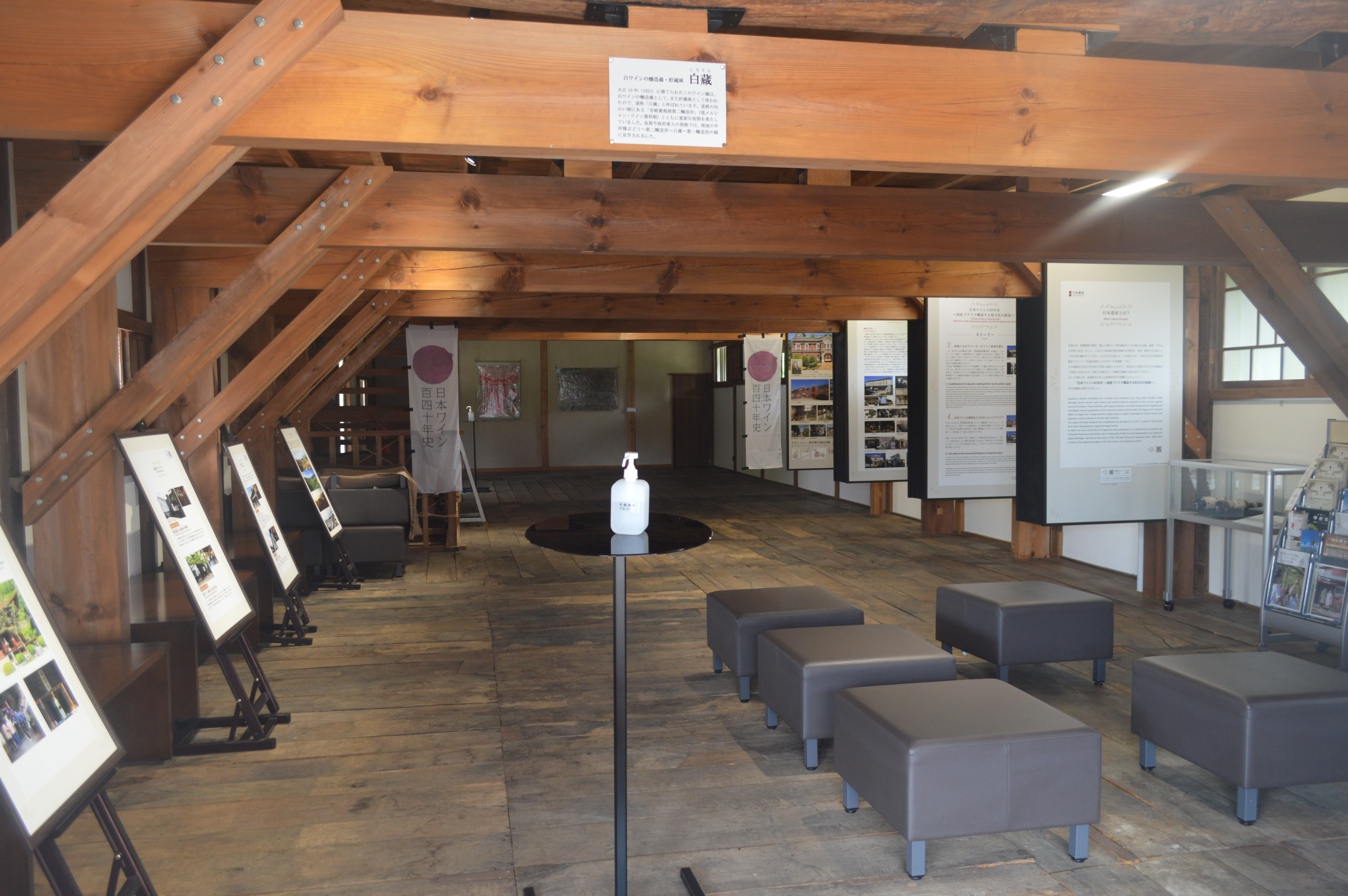
白蔵
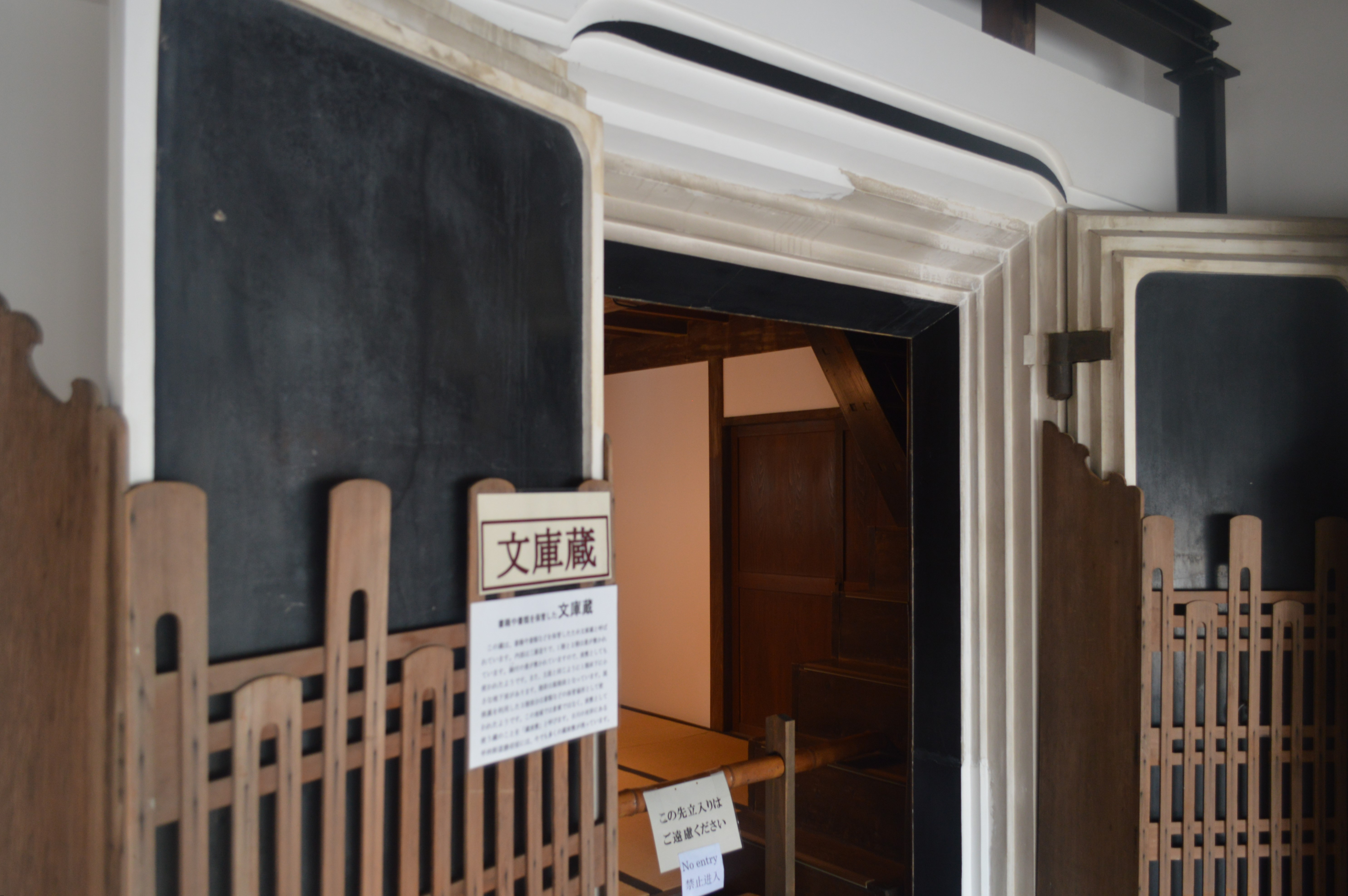
文庫蔵
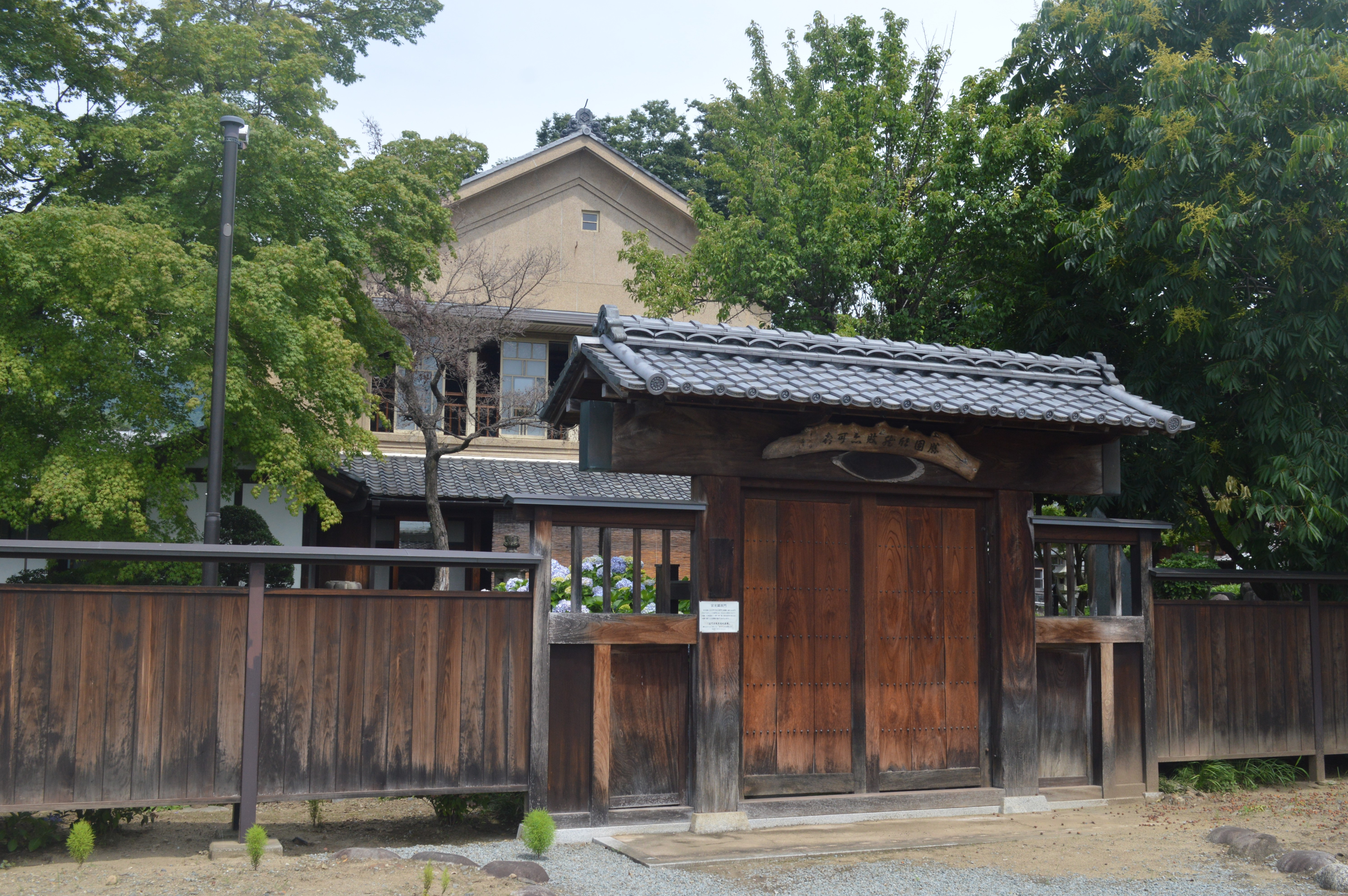
東門

## 展示室とおもな展示品

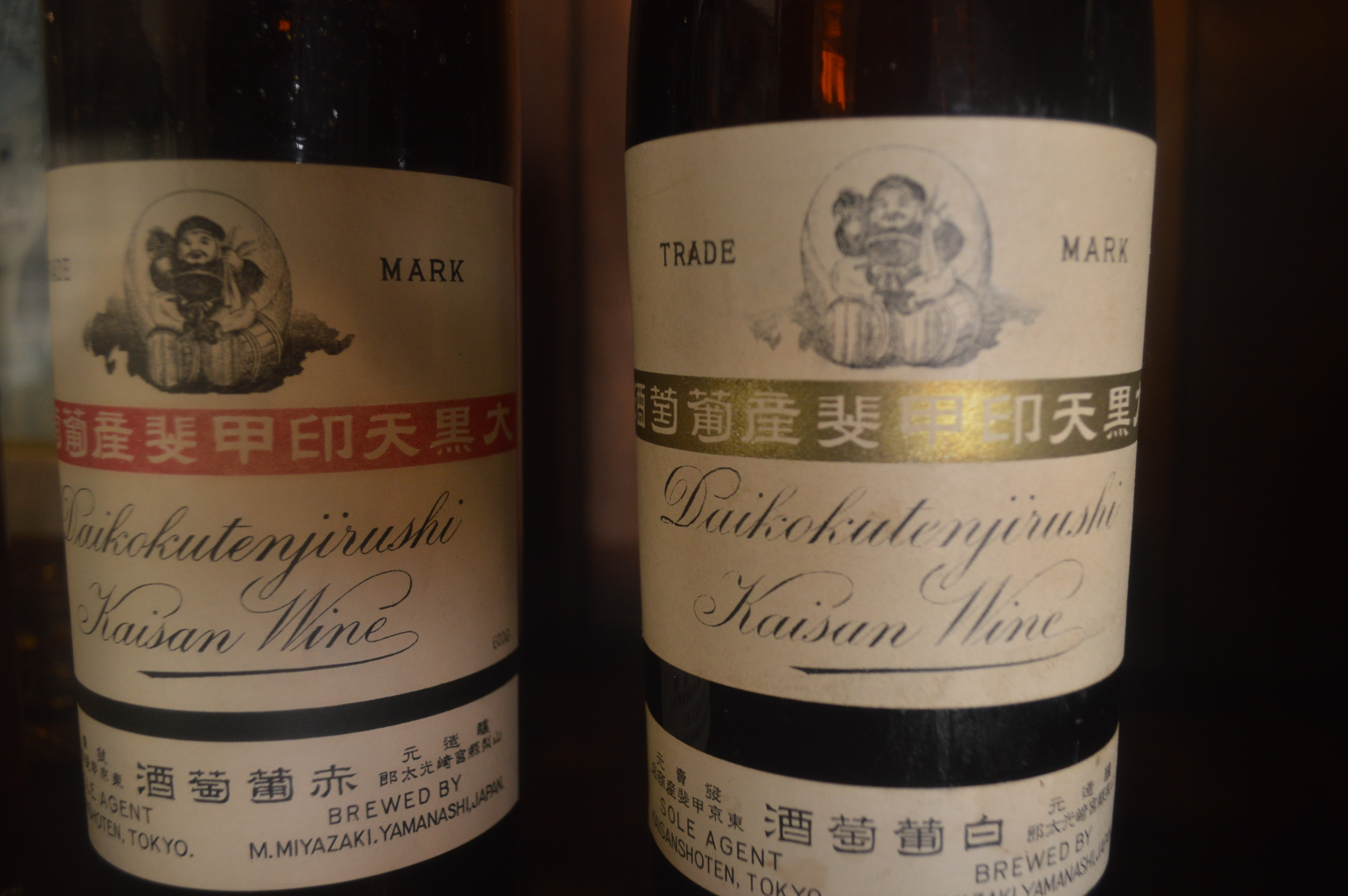
大黒天印甲斐産葡萄酒

主屋2階は3つの展示室となっている。展示品のほとんどは、宮光園の修復時に発見されたもの。

### 第1展示室
勝沼のワイン造りのはじまりと、宮光園が発展していく時代を知ることができる。
竹かご
ブドウを入れるかごは、竹かごだった。ブドウ棚も竹だったので、ブドウ畑の周辺にはかならず竹林があったといわれる。
『葡萄三説』
高野正誠が、研究成果をまとめた書籍。
明治のワインボトル
土屋龍憲と高野正誠が造ったワイン（復元）。実物はメルシャンワイン資料館にある。松やにで封印していた。
ワイン造りの写真
宮崎光太郎は、写真が好きで、自前で写真館も持っていた。宮光園の修復工事では600枚の写真乾板が発見された。当時のワイン造りの様子がわかる貴重な資料となっている。
100円の借用証
明治19年の借用証。宮崎光太郎の父、宮崎市左衛門が若尾逸平から100円を借りたというもの。明治19年の100円が現在のいくらに相当するか？
3種類のブランド（ラベルとボトル）
甲斐産葡萄酒はブドウ100%の本格ワイン。後に「大黒葡萄酒」ブランドとなる。
- エビ葡萄酒 は、甘味成分を添加した甘味ワイン。当時は、本格ワインより甘味ワインのほうが売れたという。
- 滋養帝国葡萄酒は、薬草成分を添加した薬用ワイン。

1合ビンとブドウジュース
1合のワインボトル。王冠なので、いつでもどこでも栓抜きで開けることができる。「これ1本でビールと同じアルコールがある」というのが宣伝文句（当時はビールも高級品）。
M. Miyazakiのラベル
当時のラベルには、M. Miyazakiの名前が入ったものがある。このため「みやざき・みつたろう」ではないかという説がある。

### 第2展示室
宮光園の敷地と建物を紹介している。
船会社のハガキ
富士川の船会社から宮崎光太郎にあてた、明治34年のハガキ。明治36年に鉄道が開通する直前なので、「今後も船便をご利用ください」というハガキ。
父親あての手紙
宮崎光太郎が父親に書いた手紙。この中で、ワインを貨車で輸送するとき、他の荷物といっしょだと割れるおそれがあるので、貨車1両を借り切って専用棚を作ってはどうかというアイデアを書いている（実現したかどうかは不明）。
主屋の新旧写真
主屋は、もともとは純然たる日本建築で、2階は養蚕のための空間だったが、1928年（昭和3年）に2階を洋風化した。
葡萄酒原料買入帳
ワインの原料となるブドウを買い入れた帳面。
宮崎光太郎は、積極的にブドウを買い上げた。そのため、ブドウ農家は感謝して「自分たちはワインを飲もう」と積極的にワインを飲むようになった。晩酌もワイン、お神酒もワイン、なんでもワイン。
葡萄焼酎蒸留帳
ブランデーの蒸留帳。最初は葡萄焼酎と呼んでいた。明治44年にはブランデイという表記になっている。

### 第3展示室
宮崎光太郎と松本三良の人物と業績を紹介している。
記念写真帖
宮崎光太郎は、宮光園と昇仙峡観光を組み合わせたパックツアーを考えたという。その記念写真帖。右側が醸造所とブドウ棚、左側が昇仙峡の写真。
戦地にブドウを送った写真
写真には、「承認第三二五号　陸軍恤兵品」と書いた立札が見える。生ブドウは、承認がなければ出荷できなかった（生ブドウを食べると酒石酸が採れない）。
山梨県知事による弔辞
戦後の山梨県知事・天野久による松本三良への弔辞。松本三良は、もともとは教育者として活躍したことがわかる。

### その他
皇族写真
2階廊下の上部には、宮光園を訪れた皇族の写真が掲示されている。とくに戦前は、多くの皇族や内閣総理大臣が訪れている。
謎の石室
1階居室の地下には石室がある。居室の床がガラス張りになっていて石室を見ることができる。隣室の地下にも石室があり、通路でつながっている。しかし外部にはつながっていない。まともな出入り口もない。なにに使用したのか、謎の石室である。

## 人物

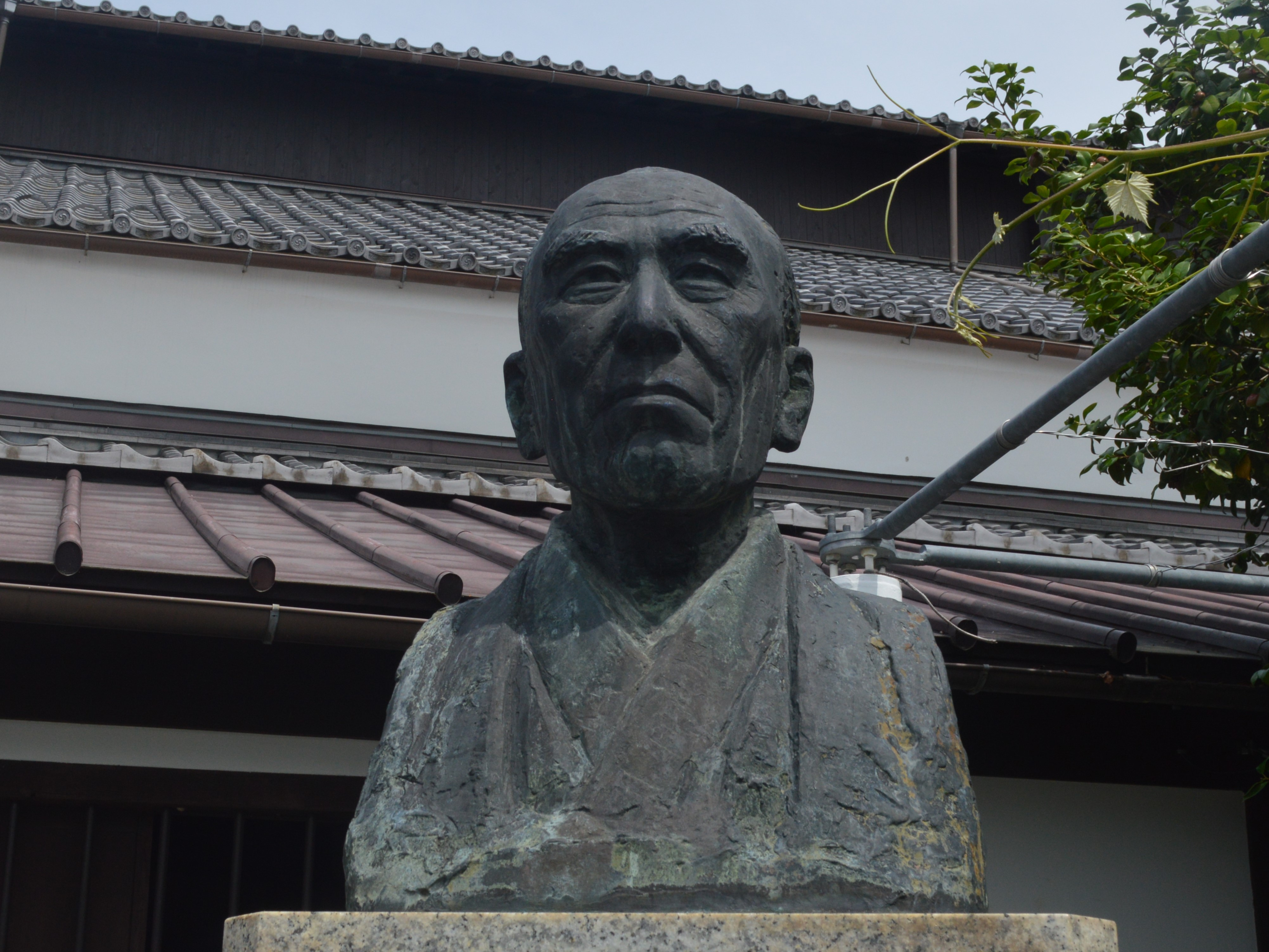
宮崎光太郎

### 宮崎光太郎
みやざき・こうたろう。「みつたろう」という説もある。
1863年（文久3年） - 1947年（昭和22年）。
日本初の観光ブドウ園「宮光園」を開設。ワイン醸造と観光を組み合わせて日本のワイン産業を育てた。
明治時代、まだまだ日本人になじみの薄かったワインを普及させるため、さまざまなアイデアを考えた。
- 客がブドウ園に来て、ブドウを食べ、ワインを飲み、工場見学をするという観光ブドウ園を開設。さらに温泉に一泊して翌日は昇仙峡を見て帰るというパックツアーも考えた。
- ワインの分析を依頼し、混ぜ物のない純良なワインであるというお墨付きを得て、病院に薬用として売り込む 。
- 一合ビン葡萄酒。いつでもどこでも王冠を開けて飲めるし、ビールと同じアルコールがあると宣伝。
- ブドウジュースの製造方法を確立した。
- 生ブドウを数か月保存するための天然保存庫、通称「ぶどう冷蔵庫」を考えた。現在もいくつか残っている。
- 宮内省に何度も献上して、宮内省御用達の商標を許される。ぶどう冷蔵庫で保存した生ブドウを、季節外れに献上したこともある。

### 松本三良
まつもと・さんろう。「さぶろう」という説もある。
1880（明治13年） - 1966（昭和41年）。
宮崎光太郎には男子がなかったため、甥である松本三良が宮崎光太郎の娘・なかと結婚。宮崎光太郎は、松本三良の子、良朝を養子とした。 宮崎光太郎が東京へ拠点を移してからは、松本三良が宮光園を守った。

## 勝沼コンシェルジュ
勝沼コンシェルジュとは、宮光園で活動するボランティアガイドの会の名称。「宮光園だけでなく、勝沼全体の情報を発信していきたい」という思いが、この名称に込められている。全員が無償ボランティアであり、仕事や家事の合間の活動であるから、宮光園に常駐できる体制にはなっていない（2012年7月現在）。

## 交通アクセス
鉄道
- 東日本旅客鉄道中央本線勝沼ぶどう郷駅下車。

自動車
- 中央自動車道勝沼インターチェンジから車で5分。

バス
- 勝沼地域市民バス「ワイン村河川公園前」バス停から徒歩3分。